# Markus López
Markus López (Cidade do México, 17 de junho de 1972) é um ex-futebolista profissional mexicano, que atuava como meia.

## Carreira
Markus López se profissionalizou no Querétaro.

## Seleção
Markus López integrou a Seleção Mexicana de Futebol na Copa das Confederações de 1997.